# Gedenkstätte Seelower Höhen

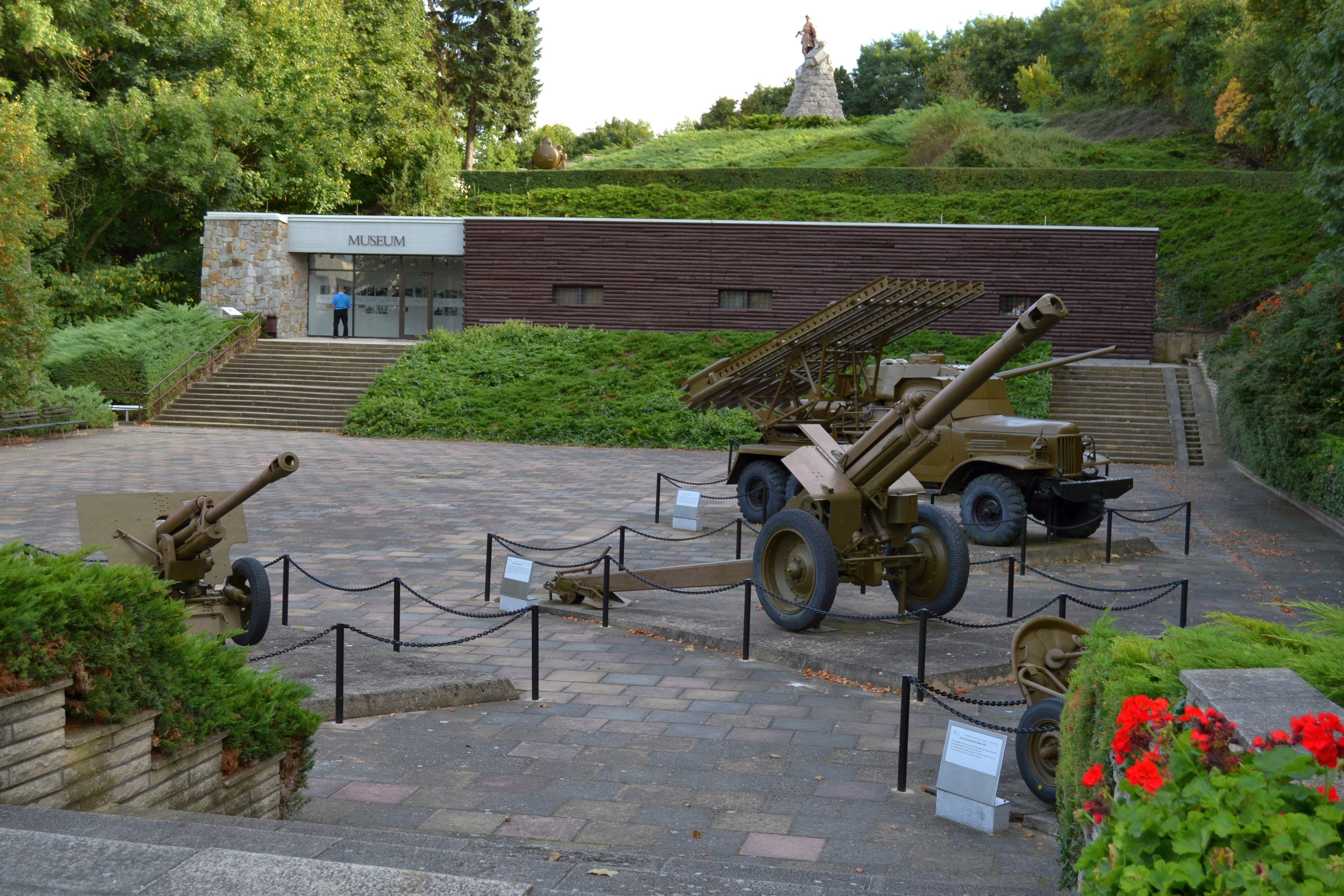
Gedenkstätte Seelower Höhen

Die Gedenkstätte Seelower Höhen erinnert in der brandenburgischen Kreisstadt Seelow im Landkreis Märkisch-Oderland an die gleichnamige Schlacht um die Seelower Höhen im Jahr 1945. Leiterin der Gedenkstätte ist Kerstin Niebsch.

## Baugeschichte und Nutzung

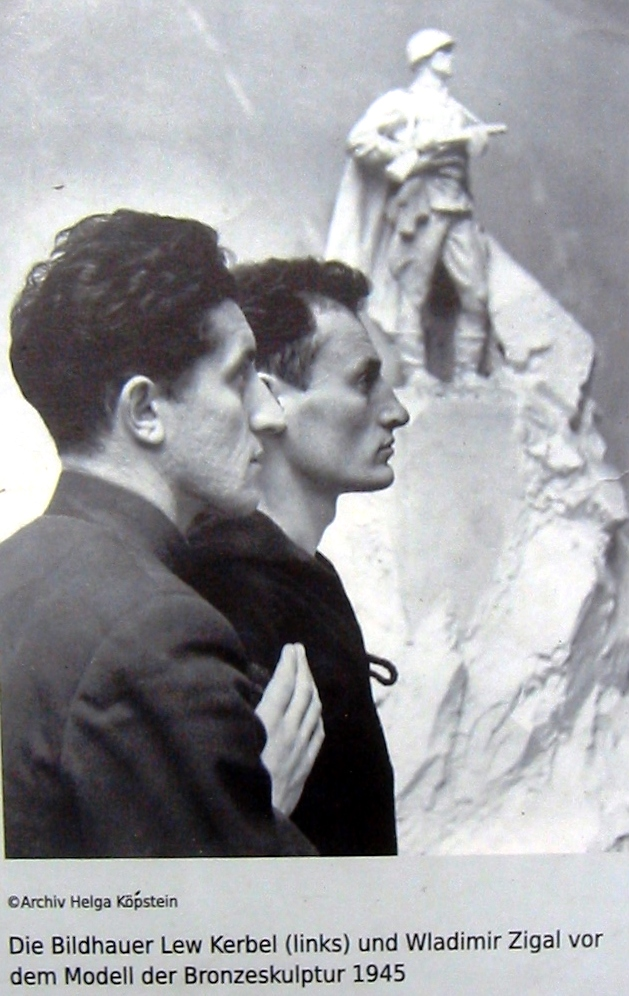
Lew Kerbel (links) und Wladimir Zigal vor einem Modell des Ehrenmals in der Gedenkstätte Seelower Höhen

Im Mai 1945 gab der sowjetische Oberbefehlshaber der Schlacht um Berlin, Marschall Schukow, den Befehl zum Bau des Ehrenmals. In nur fünf Monaten stellten Lew Kerbel und Wladimir Zigal die Monumentalstatue her und ließen sie auf dem Plateau oberhalb des heutigen Museums aufstellen. Die Einweihung fand am 27. November 1945 statt.
Das Gebäude unterhalb der Plastik entstand 1972 als Teil der Gedenkstätte der Befreiung, mit der die DDR eine Neuausrichtung des Ehrenmals vornahm. Die Eröffnung fand am 28. Dezember 1972 anlässlich des 50. Jahrestages der Gründung der Sowjetunion statt. Der eingeschossige Bau ist mit massiven, dunkelbraunen Holzstämmen verkleidet, die an den Befehlsbunker von Marschall Schukow erinnern sollen. Dieser Bunker befand sich auf der Reitweiner Höhe und diente am 15. und 16. April 1945 als Befehlsstand für den Angriff. Im gleichen Jahr legt man auch den Vorplatz an, auf dem militärisches Großgerät ausgestellt ist. Im oberen Bereich entstand das Gräberfeld mit den markanten roten Grabsteinen. Im Gebäude wurde die Schlacht aus der Sicht der DDR-Führung geschildert; dabei legte sie auf die Darstellung des „heldenhaften Kampfes der Roten Armee“ sowie „die Größe und Härte der Kämpfe“ Wert. Die Ausgestaltung der Ausstellung sowie die Personalauswahl lagen in der Hand der SED-Bezirksleitung in Frankfurt (Oder). Deutsche Soldaten und Offiziere wurden „weitgehend anonym und undifferenziert als faschistische Wehrmacht“ gezeigt. In den Vitrinen befanden sich im Wesentlichen Waffen und Ausrüstungsgegenstände der Roten Armee. Daneben zeigte ein Diorama den Beginn der Schlacht. Von 1973 an betreute der Leiter der Gedenkstätte ein FDJ-Bewerberkollektiv. Es bestand für 10 Jahre und bestand aus Jugendlichen, die sich in der 10. Klasse als NVA-Berufssoldat verpflichteten. Zum 30. Jahrestag der Befreiung gab es seitens der SED sowie der Blockparteien den Versuch, die Kirchen zu einem gemeinsamen Gedenktag zu bewegen. Ein Treffen im Dezember 1974 in Seelow mit Vertretern der Nationalen Front des Bezirks Frankfurt (Oder) führte jedoch zu keiner Verständigung. Lediglich einige evangelische Geistliche legten Kränze an der Gedenkstätte nieder. Ab 1978 war der Ausflug zur Gedenkstätte ein Teil des Wehrunterrichts für die Schüler der oberen Klassen aus dem Bezirk Frankfurt (Oder).
1985 wurde das Gebäude um einen halbkreisförmigen Eingangsbereich ergänzt, der am 16. April 1985 durch den sowjetischen Botschafter Wjatscheslaw Kotschemassow sowie den DDR-Verteidigungsminister Heinz Hoffmann eingeweiht wurde. Nun wurde erstmals über die Beteiligung der 1. Polnischen Armee während der Schlacht berichtet. Das sowjetische Geschichtsbild prägte weiterhin die Ausstellung; sie wurde gleichzeitig aber anschaulicher und ging stärker als bislang auf die Rolle der Wehrmacht ein. Heute befindet sich an der Wand ein doppelter Zeitstrahl, der dem Besucher eine erste Orientierung der Geschehnisse, beginnend mit dem Krieg gegen die Sowjetunion, die Zeit nach dem Zweiten Weltkrieg sowie die Geschichte der Gedenkstätte vermittelt.
Von 1972 bis 1990 besuchten rund 1,3 Millionen Besucher aus 130 Staaten den Ort. Neben gemeinsamen Kranzniederlegungen fanden auch Treffen der „Waffenbrüderschaft“ von Soldaten aus dem Warschauer Pakt statt. Mit ihnen führte die NVA gemeinsame Vereidigungen durch; die Gesellschaft für Sport und Technik organisierte Appelle ihrer Mitglieder.
Nach der Wende wurde das Konzept zunehmend kritisch hinterfragt und neu gestaltet. Dies führte zu einer Neuausrichtung, die im Jahr 1995 erstmals gezeigt wurde. Die Zivilbevölkerung scheint nun stärker auf; ebenso die Rolle der Wehrmacht. 2003 weihte man ein russisch-orthodoxes Kreuz am Rand der Gedenkstätte ein. Es wurde 2013 erneuert. Daneben befindet sich der Platz der Ruhe, der einen Ausblick über das Oderbruch von Küstrin bis zur Reitweiner Höhe ermöglicht. Anlässlich einer Feierstunde zum 40-jährigen Bestehen der Gedenkstätte machte der damalige Ministerpräsident Matthias Platzeck deutlich, dass es sich hierbei um einen der „wichtigsten Orte in Brandenburg mit einer weit über die Landesgrenzen hinausgehenden Bedeutung“ handele.

## Kriegsgräberstätte
Auf der Anlage befinden sich die Gräber von über 7.000 sowjetischen Soldaten. Für deren Pflege waren zunächst die sowjetischen Kommandanturen verantwortlich. Mit dem Befehl Nr. 89 der SMAD vom 18. März 1946 wurde diese Aufgabe an die Kommunen übergeben. Ab 1949 übernahm der Bürgermeister von Seelow die Verantwortung für die Grabanlagen. Diese wurden teilweise von Schülern aus den Arbeitsgemeinschaften „Junge Historiker“ gepflegt, die auch Führungen von Jugendgruppen durch die Anlage leiteten und Einzelschicksale von sowjetischen Soldaten ermittelten.

## Aufbau der Gedenkstätte
Das Gelände gliedert sich in drei Bereiche: den Vorplatz, das Museum sowie die Gräberstätte mit der Monumentalplastik. Im Museum ist ein Audioguide mit einer Laufzeit von rund 45 Minuten erhältlich, der elf auf dem Gelände verteilte Tafeln in deutscher, russischer und englischer Sprache näher erläutert.

### Vorplatz

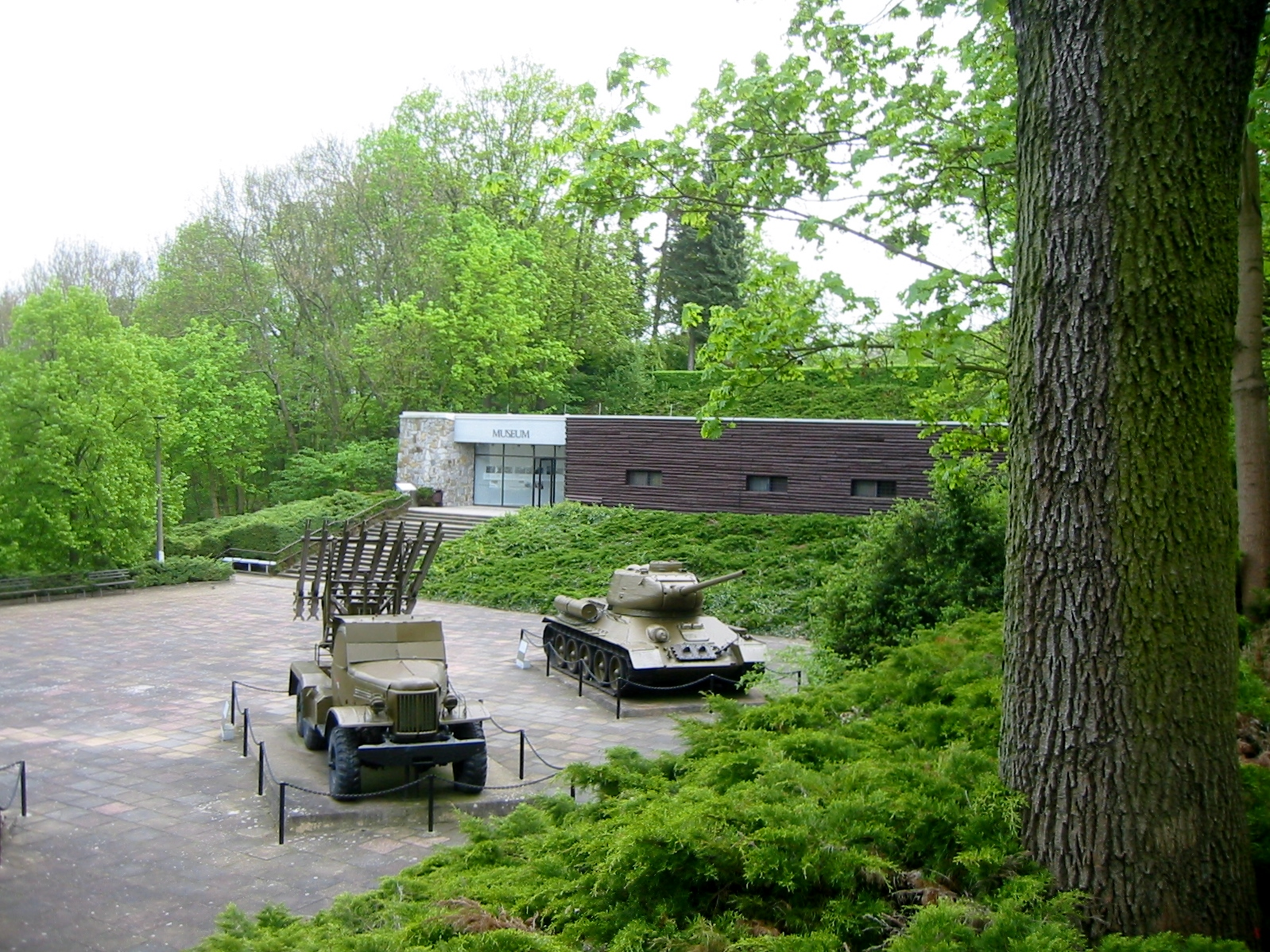
Vorplatz der Gedenkstätte mit Geschosswerfer BM-13-16NM sowie Mittlerem Panzer T-34/85

Auf dem Vorplatz errichteten die sowjetischen Truppen im Herbst 1945 zwei Stelen, die den Aufgang zum Ehrenmal einrahmen. Beide Stelen bestehen aus hellem Sandstein, der sich nach oben verjüngt. Sie tragen auf der Front den roten Stern sowie Hammer und Sichel; obenauf ist eine Metallschale angebracht. Auf der linken Stele steht in kyrillischer Schrift „1941 – Ihr habt der Heimat Ehre gemacht“ als Zeichen für den Auftakt des Krieges gegen Nazideutschland. Die rechte Stele ist mit „1945 – Die Heimat wird Euch nicht vergessen“ beschriftet, um an die Opfer zu gedenken, die der Krieg mit sich gebracht hat. 1972 wurde die linke Stele im Zuge des Neubaus der Gedenkstätte an den heutigen Standort versetzt.
Hinter den Stelen befinden sich exemplarisch fünf militärische Großgeräte, die bei dem Angriff zum Einsatz kamen:
- 76-mm-Kanone ZIS-3 Modell 1942
- 120-mm-Granatwerfer Modell 1938
- 152-mm-Haubitze Modell 1943
- Geschosswerfer BM-13-16NM
Genannt „Stalinorgel“. Ursprünglich wurden in Seelow und in Karlshorst dort eingesetzte Original-Raketenwerfer auf Studebaker ausgestellt. Aus Propagandagründen wurden mit Beginn des Kalten Krieges die amerikanischen Studebaker US6-Trägerfahrzeuge gegen sowjetische ausgetauscht, um die US-Hilfen im Rahmen des Lend-Lease-Acts zu vertuschen. Die nun gezeigten Objekte sind auf ZIS-151 montiert, die allerdings erst ab 1948 bis 1958 produziert wurden.
- Mittlerer Panzer T-34/85

### Museumsgebäude
Auf rund 200 m² zeigen Texte, Ton- und Bilddokumente die Ereignisse im Jahr 1945 sowie die Geschichte der Gedenkstätte. Die Ausstellung ist seit einer Neugestaltung im Jahr 2012 in insgesamt drei Kapitel unterteilt: „Von der Oder nach Berlin“ verdeutlicht den Aufbau der Brückenköpfe und informiert über die Kampfhandlungen in den Seelower Höhen sowie in Berlin. Daran schließt sich das Kapitel „Das Ehrenmal und die Gedenkstätte an“, das sich mit der Geschichte der Gedenkstätte beschäftigt, während das dritte und letzte Kapitel „Nach dem politischen Umbruch“ verdeutlicht, welche Veränderungen die Wende für diese Stätte mich sich brachte. Ein Nachwort stellt die Einbettung dieses Ortes mit anderen deutschen, sowjetischen und polnischen Kriegsgräberstätten dar. Eine weitere Schautafel zeigt die aufwendige Bergung von Munition, die heute noch im Umland zu finden ist. Mehrere Stationen sind mit interaktiven Medienstationen ausgestattet. In einem separaten Raum wird der rund 30-minütige Film „Schlachtfeld vor Berlin“ gezeigt. Dort befindet sich auch eine dreidimensionale Karte der Seelower Höhen mit den wichtigsten Frontverläufen. Ein Archiv sowie eine Präsenzbibliothek stehen dem Besucher nach Anmeldung zur Verfügung. Für Gruppen werden Führungen durch das Museum und durch die Außenanlagen angeboten.

### Gräberstätte und Monumentalplastik

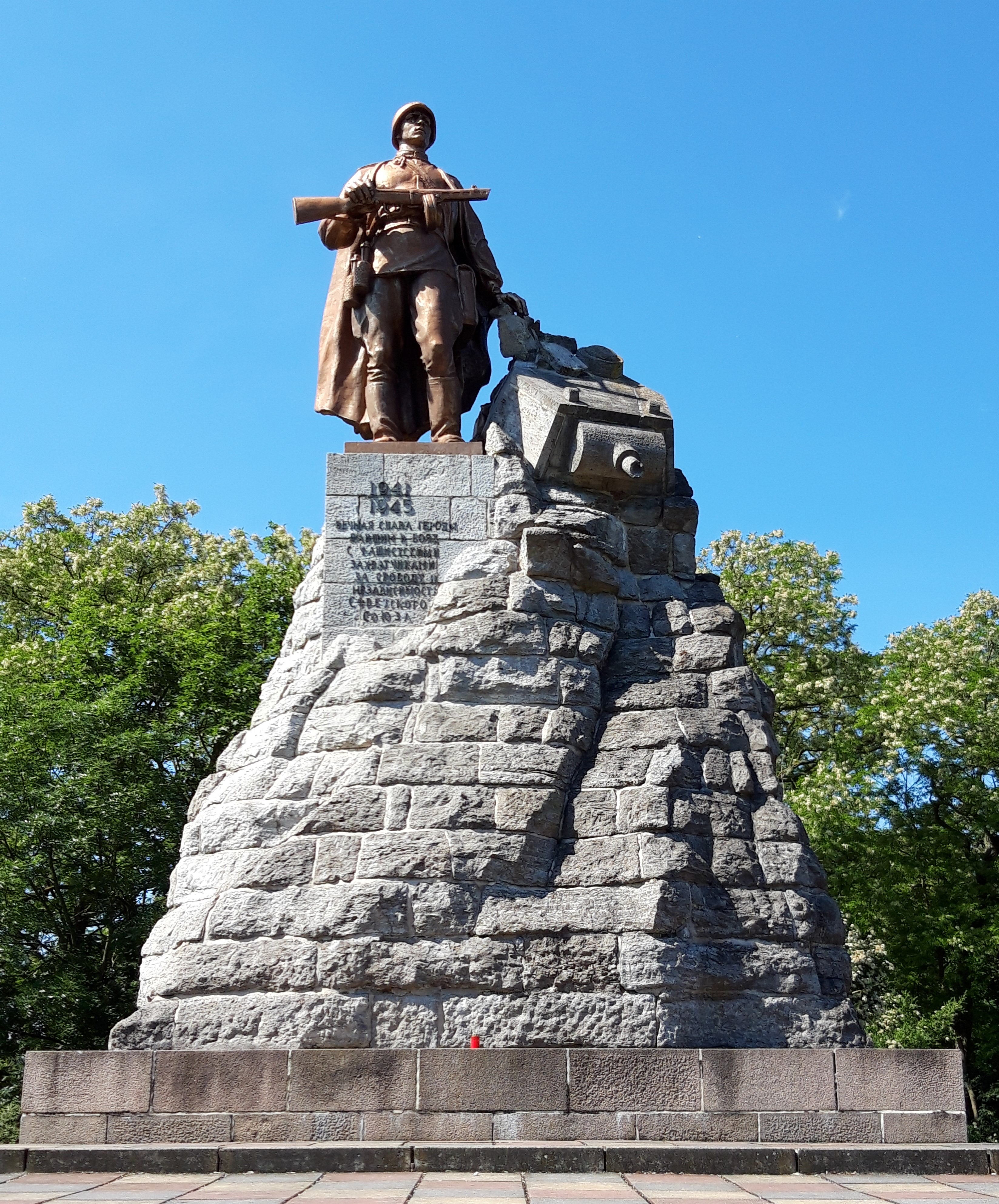
Monumentalplastik von Lew Kerbel und Wladimir Zigal

Hinter dem Museum befindet sich auf einer Anhöhe eine den Ort prägende Monumentalplastik von Lew Kerbel und Wladimir Zigal. Die Bronzefigur entstand in der Berliner Gießerei Hermann Noack und zeigt einen Soldaten der Roten Armee mit einer Maschinenpistole, der neben dem Turm eines zerstörten deutschen Panzers steht. Kerbel, zu dessen bekanntesten Werke beispielsweise das Karl-Marx-Monument in Chemnitz und das Ernst-Thälmann-Denkmal in Berlin-Prenzlauer Berg zählt, erschuf das Werk gemeinsam mit Zigal in nur fünf Monaten. Die Plastik steht auf einem Sockel mit der Inschrift „1941–1945 / Ewiger Ruhm den Helden, gefallen in den Kämpfen gegen die faschistischen Eindringlinge für die Freiheit und Unabhängigkeit der Sowjetunion“. Diese Verse des deutschen Lyrikers Helmut Preißler brachte man erst 1977 im Zuge der 1972 begonnenen Umgestaltung der Gedenkstätte an.
Zu Fuße der Plastik befinden sich die Gräber von 66 Angehörigen der roten Armee, die bei der Schlacht ums Leben kamen. 1972 wurde die Fläche um ein vorgelagertes Gräberfeld erweitert, in dem Umbettungen aus anderen Gräbern geplant waren – diese sollten aber erst 2008 erfolgen. Tafeln zwischen den beiden Gräberfeldern listen seit 1994 die Namen von vermissten sowjetischen Soldaten auf. Seit 1977 steht oberhalb des Gebäudes ein Suchscheinwerfer des Typs APM-90. Dieses Modell wurde erst nach dem Ende des Zweiten Weltkrieges produziert und beleuchtete üblicherweise die Startbahnen von Flugplätzen. An diesem Ort wurde er für die Beleuchtung des Ehrenmals bei Großveranstaltungen genutzt. Bis 1989 wurde behauptet, dass dieses Modell auch in der Schlacht in Seelow zum Einsatz gekommen sei. Links von der Plastik steht, ein wenig abseits, ein russisch-orthodoxes Kreuz mit der Inschrift „Den Kindern Russlands von der Mutter Kirche“. Erzbischof Feofan von Berlin und Deutschland weihte es 2003. Südlich des Kreuzes eröffnet sich ein Blick auf das Oderbruch.

## Einbindung des Ehrenmals innerhalb der ehemaligen Reichsstraße 1
Zeitgleich mit der Aufstellung der Plastik in Seelow wurden auf Anweisung Schukows zwei weitere Ehrenmale entlang der Reichsstraße 1, der heutigen Bundesstraße 1 aufgestellt. Sie symbolisieren wichtige Meilensteine beim Vormarsch der 1. Weißrussischen Front von der Oder bis nach Berlin. Das – in der Chronologie der Ereignisse – erste Ehrenmal befindet sich in der Bastion König der Festung Küstrin, das zweite hier in Seelow und das dritte und letzte im Großen Tiergarten in Berlin an der Straße des 17. Juni, das Sowjetische Ehrenmal. An diesen Ehrenmalen wurden zu Feiertagen wie dem Tag der Befreiung, dem 8. Mai, oder dem Tag der Großen Sozialistischen Oktoberrevolution, dem 7. November, Kränze niedergelegt.

## Galerie

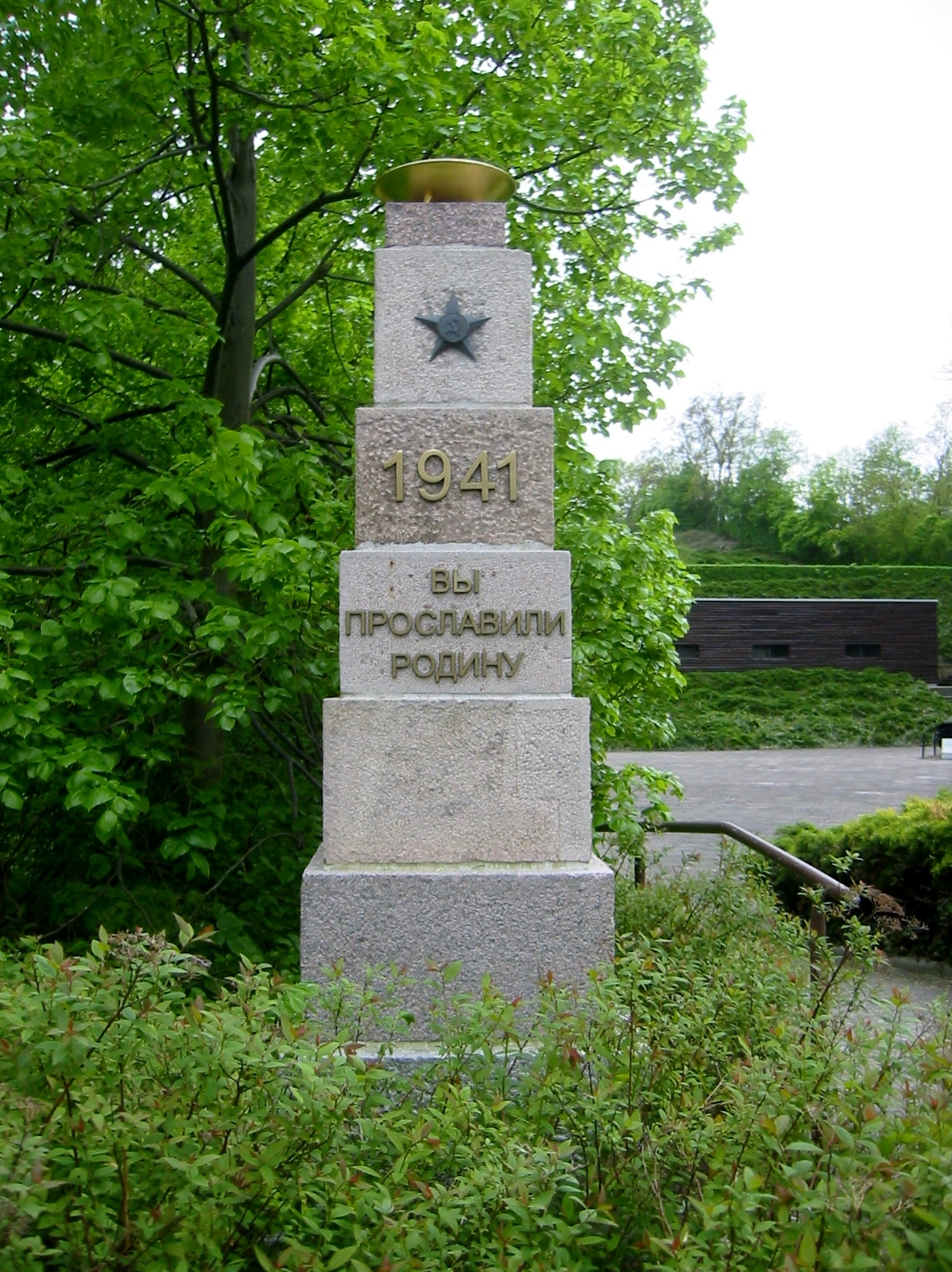
Stele am Vorplatz
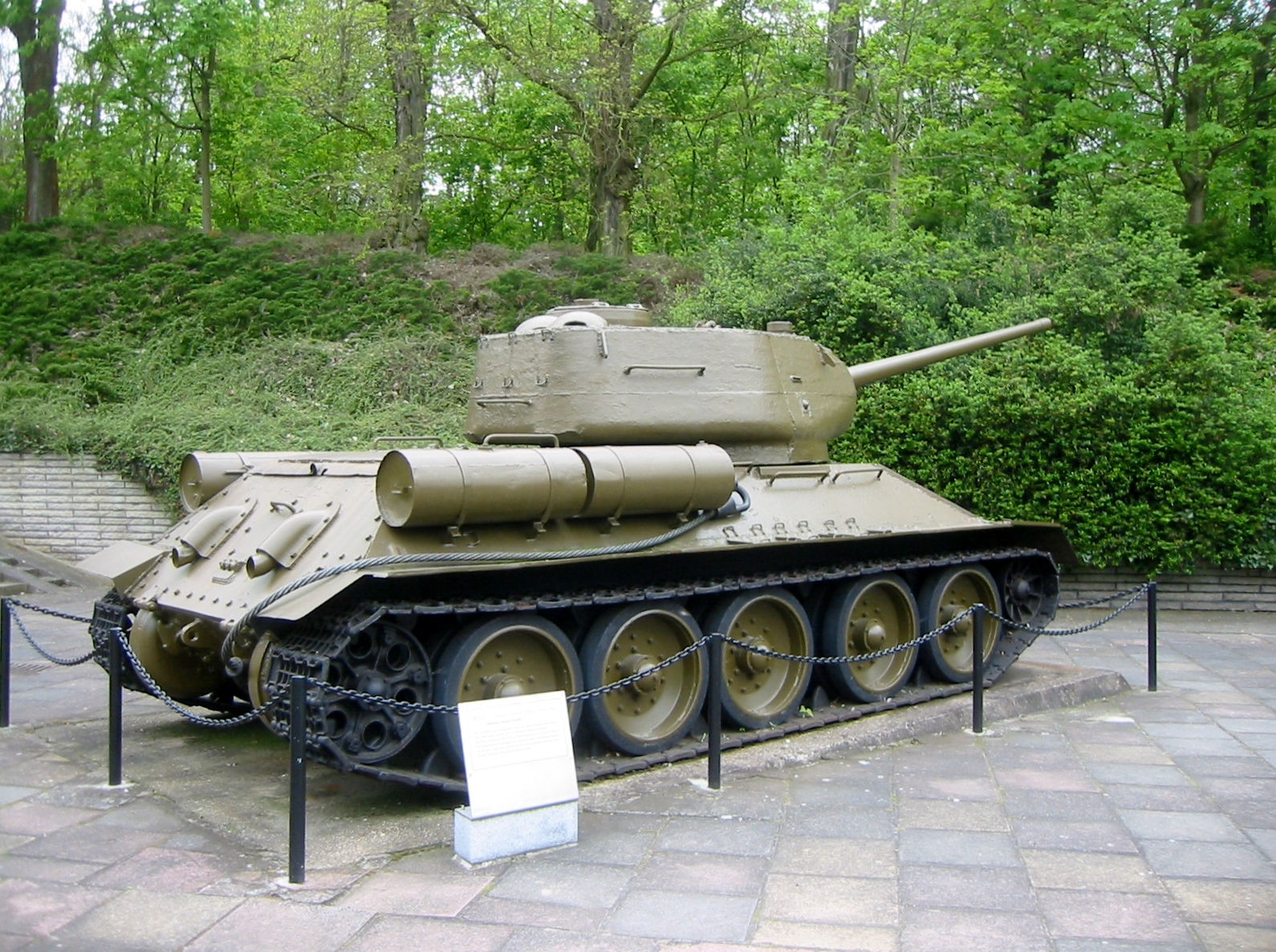
T-34 Panzer
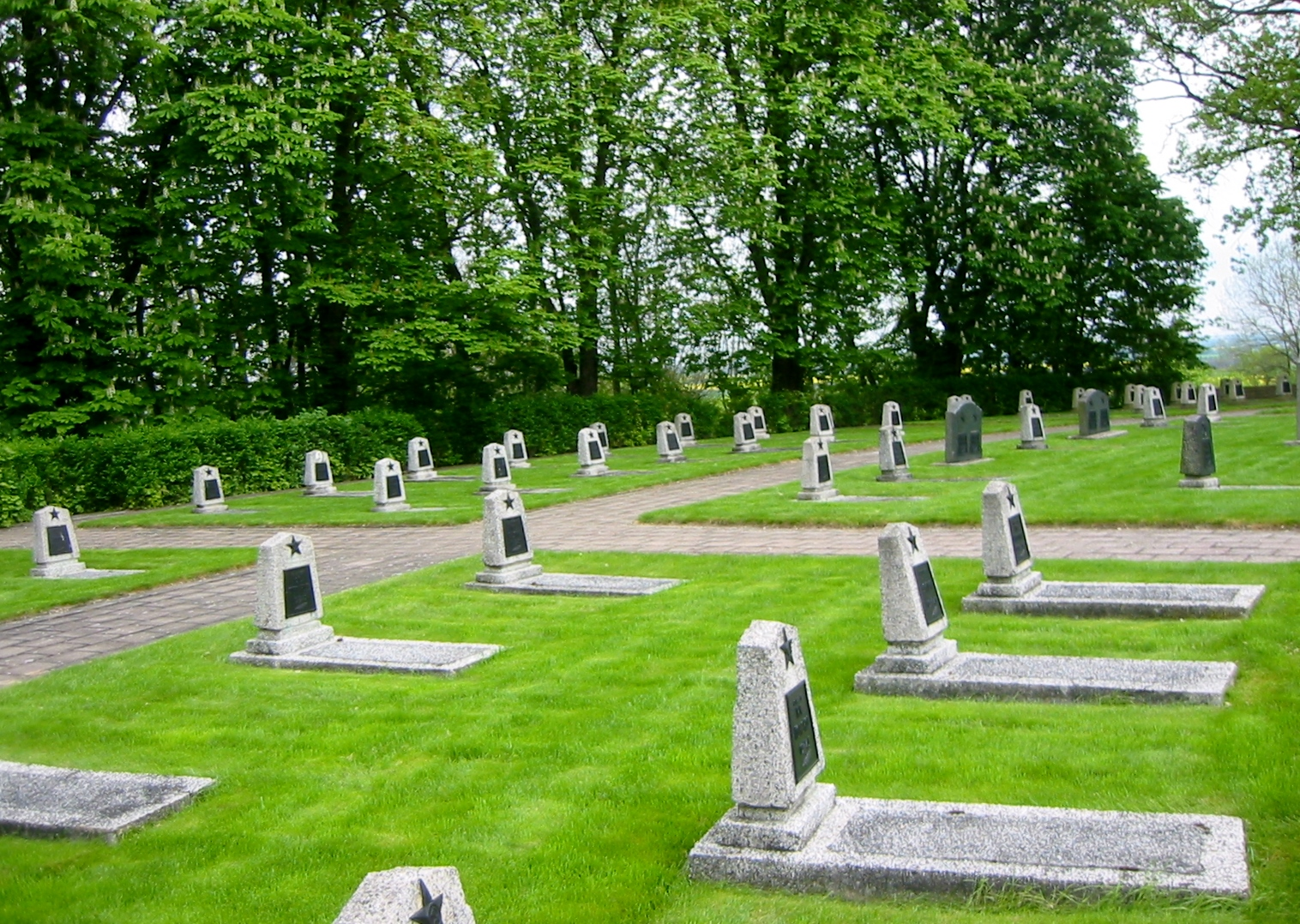
Gräberfeld sowjetischer Soldaten
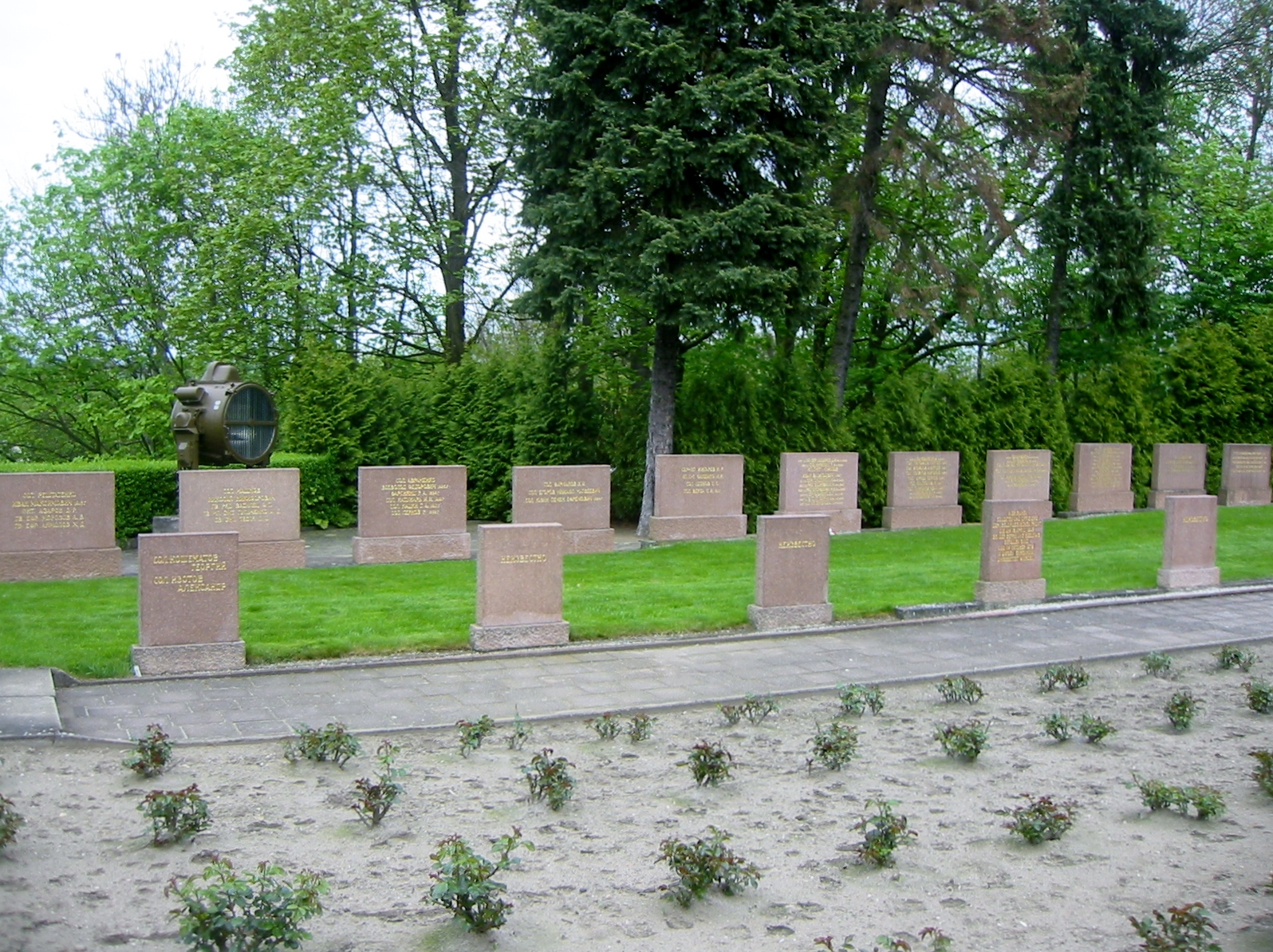
Erweiterung des Gräberfeldes im Jahr 1972
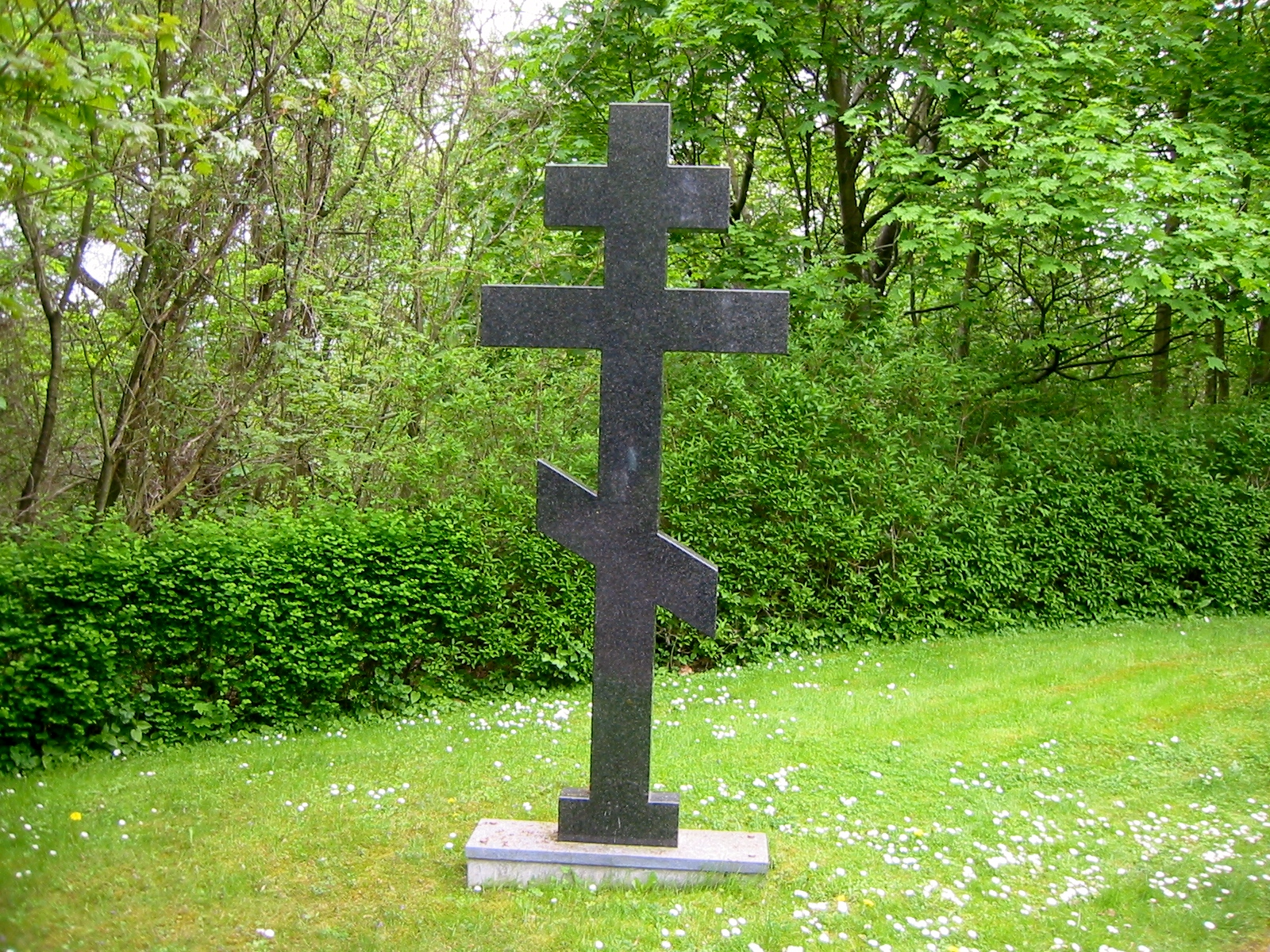
Russisch-orthodoxes Kreuz

## Belege und Einzelnachweise
1. ↑  Doris Steinkraus: Kerstin Niebsch ist neue Museumschefin. Märkische Oderzeitung, 18. Februar 2016, ehemals im Original (nicht mehr online verfügbar); abgerufen am 24. Januar 2021. (Seite nicht mehr abrufbar. Suche in Webarchiven)
2. 1 2  Tafel Nr. 11 Museum an der Gedenkstätte
3. ↑  Tafel: „Die Ausstellung und ihr Geschichtsbild 1972–1990“ im Museum
4. ↑  Schautafel: Erinnerung als Teil der „Wehrerziehung“ in der Gedenkstätte.
5. ↑  Schautafel: „Die Bevölkerung und die Gedenkstätte“ in der Gedenkstätte
6. ↑  Schlacht um die Seelower Höhen – Der Hügel des Grauens. In: Berliner Kurier, 16. Dezember 2012, abgerufen am 28. April 2014.
7. ↑  Gedenkstätte Seelower Höhen – Schlachtfeld und Erinnerungsort: Neue Ausstellung am historischen Ort (Flyer)
8. ↑  Tafel Nr. 4 „Scheinwerfer“ an der Gedenkstätte

Koordinaten: 52° 32′ 5,6″ N, 14° 23′ 44,6″ O